# Barrett Firearms Manufacturing
Barrett Firearms Manufacturing é um fabricante americano de armas e munições. Foi fundada em  1982 por Ronnie Barrett.

## História
Barrett introduziu a M82 em 1982 mas não fez mais nenhuma venda significativa até 1989. As primeiras vendas em larga escala foram para a Suécia. Em seguida, a M82 foi adquirida pelo Exército americano, e utilizada na Guerra do Golfo. Hoje a companhia tem contratos com vários países para o fornecimento de rifles de longo alcance (sniper).

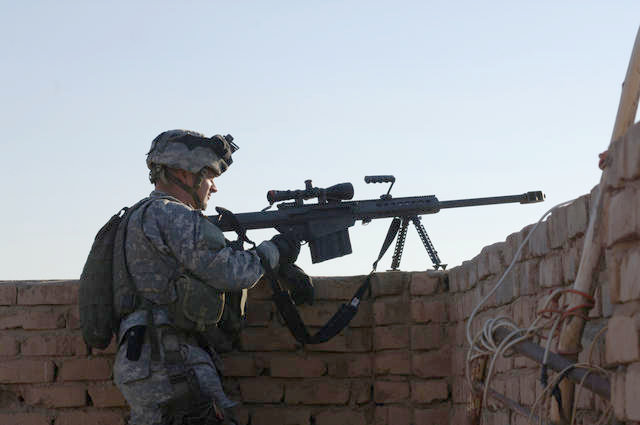
Soldado norte-americano da Companhia Bravo, 502º Regimento de Infantaria, 101.ª Divisão Aerotransportada em missão no Iraque.

O sucesso da M82A1 levou a companhia a desenvolver vários modelos de rifles 12,7x99mm NATO, incluindo o M95, M99, e M99-1. Esses são rifles de ação dupla, leves e baratos.

## Produtos

### Fuzis de precisão
- Barrett M82
- Barrett M90
- Barrett M95
- Barrett M98
- Barrett M98B
- Barrett M99
- Barrett XM109
- Barrett XM500

### Rifles de assalto
- Barrett M468
- Barrett REC7

### Ópticos
- BORS (Barrett Optical Ranging System)

### Munição
- 12,7x99mm NATO
- .416 Barrett
- 6.8 SPC
- .338 Lapua Magnum

## Produtos
- Fuzis de precisão: Barrett M82/M107; Barrett M90; Barrett M95; Barrett M98B; Barrett M99; Barrett XM109; Barrett XM500; Barrett MRAD
- Fuzis semiautomáticos: Barrett M468 e Barrett REC7
- Metralhadoras: Barrett M240LW
- Ópticas: Barrett Optical Ranging System (BORS)
- Munição: 12,7X99mm NATO; .416 Barrett; 6.8 SPC; .338 Lapua Magnum